# Гексахлоротеллурат калия
Гексахлоротеллура́т ка́лия — неорганическое соединение,
комплексная соль калия и хлортеллуровой кислоты с формулой K2TeCl6,
кристаллы.

## Получение
- Реакция тетрахлорида теллура с хлоридом калия:

{\displaystyle {\mathsf {TeCl_{4}+2KCl\ {\xrightarrow {}}\ K_{2}[TeCl_{6}]}}}

## Физические свойства
Гексахлоротеллурат калия образует кристаллы
моноклинной сингонии,
пространственная группа P 21/n,
параметры ячейки a = 0,7165 нм, b = 0,7175 нм, c = 1,0189 нм, β = 90,24°.
При 50°С происходит переход в фазу 
кубической сингонии,
пространственная группа F m3m,
параметры ячейки a = 1,0189 нм.
Растворяется в солянокислых водных растворах.